# Philotrypesis tridentata
Philotrypesis tridentata är en stekelart som beskrevs av Joseph 1954. Philotrypesis tridentata ingår i släktet Philotrypesis och familjen fikonsteklar. Inga underarter finns listade i Catalogue of Life.